# WTA-toernooi van Phoenix/Scottsdale

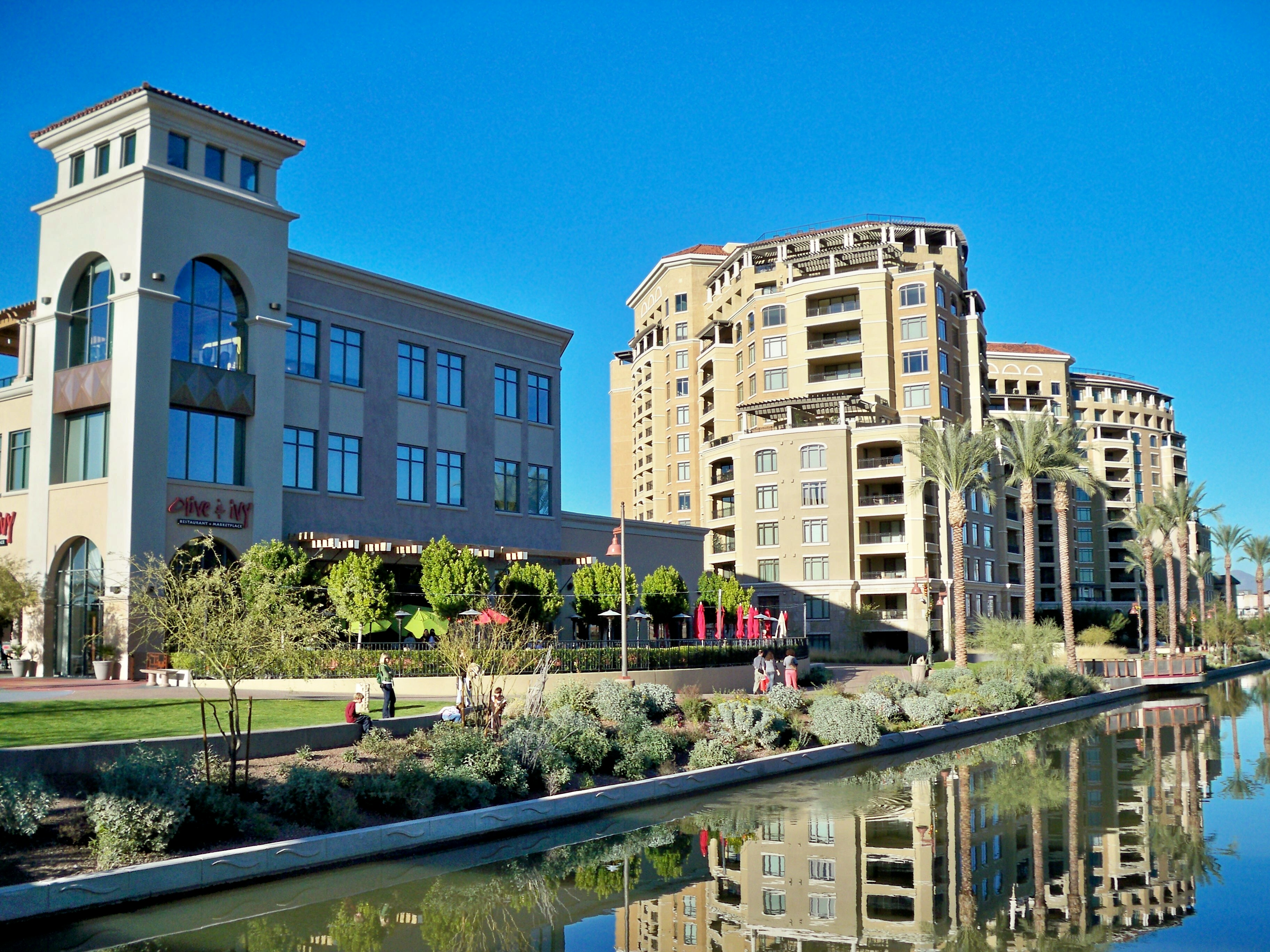
Het centrum van Scottsdale aan de rivier

Het WTA-toernooi van Phoenix/Scottsdale is een voormalig tennistoernooi voor vrouwen dat plaatsvond op hardcourt in de Amerikaanse stad Phoenix (Arizona) of in het nabijgelegen Scottsdale (afstand 18 kilometer). In Phoenix is het toernooi eerst tienmaal gehouden in de periode 1971–1980 en daarna nog eens viermaal in de periode 1986–1989. Toen verhuisde het toernooi naar Scottsdale, waar het tweemaal is gehouden in 1990 en 1991 en vervolgens nog viermaal in de periode 2000–2003. Tijdens de laatste periode viel het onder de categorie "Tier II".
Er werd door 32 deelneemsters per jaar gestreden om de titel in het enkelspel, en door 16 paren om de dubbelspeltitel. Bij uitzondering in 1980 waren de aantallen tweemaal zo hoog.
De Belgische Sabine Appelmans veroverde de enkelspeltitel in 1991. Andere winnaressen van naam zijn: Billie Jean King, Virginia Wade, Chris Evert, Martina Navrátilová, Conchita Martínez, Lindsay Davenport en Serena Williams. In het dubbelspel: de Nederlandse Betty Stöve (1978/79), Lisa Raymond / Rennae Stubbs (2001/02) en de Belgische Kim Clijsters (2003).

## Officiële namen
| 1971             | Virginia Slims Thunderbird Classic |
| 1972–1974oktober | Virginia Slims of Phoenix          |
| 1974april        | Aztec Classic of Phoenix           |
| 1975–1980        | Thunderbird Classic                |
| 1981–1985        | geen toernooi                      |
| 1986–1989        | Virginia Slims of Arizona          |
| 1990–1991        | Arizona Classic                    |
| 1992–1999        | geen toernooi                      |
| 2000–2003        | State Farm Women's Tennis Classic  |

## Meervoudig winnaressen enkelspel
| speelster           | aantal titels | in de jaren     |
| ------------------- | ------------- | --------------- |
| Billie Jean King    | 4             | 1971–1973, 1977 |
| Martina Navrátilová | 2             | 1978, 1979      |
| Conchita Martínez   | 2             | 1989, 1990      |

## Finales

### Enkelspel
| Datum      | Naam                         | Cat.          | ($)           | Ondergrond        | Winnares                                  | Verliezend finaliste                      | Uitslag       |               |
| ---------- | ---------------------------- | ------------- | ------------- | ----------------- | ----------------------------------------- | ----------------------------------------- | ------------- | ------------- |
| 1971-09-27 | VS Thunderbird Classic (P)   |               | 20.000        | hardcourt, binnen | Billie Jean King                          | Rosie Casals                              | 7-5, 6-1      | details       |
| 1972-09-25 | VS of Phoenix (P)            |               | 25.000        | hardcourt, buiten | Billie Jean King                          | Margaret Court                            | 7-6, 6-3      | details       |
| 1973-10-01 | VS of Phoenix (P)            |               | 40.000        | hardcourt, buiten | Billie Jean King                          | Nancy Gunter                              | 6-1, 6-3      | details       |
| 1974-04-08 | Aztec Classic of Phoenix (P) |               | 3.000         | hardcourt, buiten | Dianne Fromholtz                          | Kate Latham                               | 6-3, 6-0      | details       |
| 1974-10-07 | VS of Phoenix (P)            |               | 50.000        | hardcourt, buiten | Virginia Wade                             | Helen Gourlay                             | 6-1, 6-2      | details       |
| 1975-10-06 | Thunderbird Classic (P)      |               | 60.000        | hardcourt, buiten | Nancy Gunter                              | Virginia Wade                             | 4-6, 7-5, 6-4 | details       |
| 1976-10-04 | Thunderbird Classic (P)      |               | 60.000        | hardcourt, binnen | Chris Evert                               | Dianne Fromholtz                          | 6-1, 7-5      | details       |
| 1977-10-10 | Thunderbird Classic (P)      |               | 75.000        | hardcourt, buiten | Billie Jean King                          | Wendy Turnbull                            | 1-6, 6-1, 6-0 | details       |
| 1978-10-02 | Thunderbird Classic (P)      |               | 75.000        | hardcourt, buiten | Martina Navrátilová                       | Tracy Austin                              | 6-4, 6-2      | details       |
| 1979-10-08 | Thunderbird Classic (P)      |               | 100.000       | hardcourt, buiten | Martina Navrátilová                       | Chris Evert                               | 6-1, 6-3      | details       |
| 1980-10-06 | Thunderbird Classic (P)      |               | 100.000       | hardcourt, buiten | Regina Maršíková                          | Wendy Turnbull                            | 7-6, 7-6      | details       |
| 1981–1985  | geen toernooi                | geen toernooi | geen toernooi | geen toernooi     | geen toernooi                             | geen toernooi                             | geen toernooi | geen toernooi |
| 1986-03-24 | VS of Arizona (P)            |               | 75.000        | hardcourt, buiten | Beth Herr                                 | Ann Henricksson                           | 6-0, 3-6, 7-5 | details       |
| 1987-03-09 | VS of Arizona (P)            | Tier V        | 75.000        | hardcourt, buiten | Anne White                                | Dianne Balestrat                          | 6-1, 6-2      | details       |
| 1988-09-12 | VS of Arizona (P)            | Tier V        | 100.000       | hardcourt, buiten | Manuela Maleeva                           | Dianne Van Rensburg                       | 6-3, 4-6, 6-2 | details       |
| 1989-09-11 | VS of Arizona (P)            | Tier V        | 100.000       | hardcourt, buiten | Conchita Martínez                         | Elise Burgin                              | 3-6, 6-4, 6-2 | details       |
| 1990-10-15 | Arizona Classic (S)          | Tier IV       | 150.000       | hardcourt, buiten | Conchita Martínez                         | Marianne Werdel                           | 7-5, 6-1      | details       |
| 1991-10-28 | Arizona Classic (S)          | Tier IV       | 150.000       | hardcourt, buiten | Sabine Appelmans                          | Chanda Rubin                              | 7-5, 6-1      | details       |
| 1992–1999  | geen toernooi                | geen toernooi | geen toernooi | geen toernooi     | geen toernooi                             | geen toernooi                             | geen toernooi | geen toernooi |
| 2000-02-28 | State Farm Classic (S)       | Tier II       | 535.000       | hardcourt, buiten | Martina Hingis ex aequo Lindsay Davenport | Martina Hingis ex aequo Lindsay Davenport | nvt           | details       |
| 2001-02-26 | State Farm Classic (S)       | Tier II       | 565.000       | hardcourt, buiten | Lindsay Davenport                         | Meghann Shaughnessy                       | 6-2, 6-3      | details       |
| 2002-02-25 | State Farm Classic (S)       | Tier II       | 585.000       | hardcourt, buiten | Serena Williams                           | Jennifer Capriati                         | 6-2, 4-6, 6-4 | details       |
| 2003-02-24 | State Farm Classic (S)       | Tier II       | 585.000       | hardcourt, buiten | Ai Sugiyama                               | Kim Clijsters                             | 3-6, 7-5, 6-4 | details       |

Plaats: (P)=Phoenix, (S)=Scottsdale

### Dubbelspel
| Datum      | Naam                     | Cat.          | ($)           | Ondergrond        | Winnaressen                          | Verliezend finalistes                  | Uitslag       |               |               |
| ---------- | ------------------------ | ------------- | ------------- | ----------------- | ------------------------------------ | -------------------------------------- | ------------- | ------------- | ------------- |
| 1971-09-27 | VS Thunderbird Classic   |               | 20.000        | hardcourt, binnen | Rosie Casals Billie Jean King        | Judy Dalton Françoise Dürr             | 6-3, 6-2      | details       |               |
| 1972-09-27 | VS of Phoenix            |               | 25.000        | hardcourt, buiten | Rosie Casals Wendy Overton           | Françoise Dürr Betty Stöve             | 6-4, 6-3      | details       |               |
| 1973-10-01 | VS of Phoenix            |               | 40.000        | hardcourt, buiten | Kerry Harris Kerry Melville          | Rosie Casals Billie Jean King          | 6-4, 6-4      | details       |               |
| 1974-04-08 | Aztec Classic of Phoenix |               | 3.000         | hardcourt, buiten | Dianne Fromholtz Janet Young         | Ann Kiyomura Betsy Nagelsen            | walk-over     | details       |               |
| 1974-10-07 | VS of Phoenix            |               | 50.000        | hardcourt, buiten | Françoise Dürr Betty Stöve           | Mona Schallau Pam Teeguarden           | 6-3, 5-7, 6-3 | details       |               |
| 1975-10-06 | Thunderbird Classic      |               | 60.000        | hardcourt, buiten | Françoise Dürr Betty Stöve           | Rosie Casals Martina Navrátilová       | 6-7, 6-4, 6-0 | details       |               |
| 1976-10-04 | Thunderbird Classic      |               | 60.000        | hardcourt, binnen | Billie Jean King Betty Stöve         | Delina Boshoff Ilana Kloss             | 6-2, 6-1      | details       |               |
| 1977-10-10 | Thunderbird Classic      |               | 75.000        | hardcourt, buiten | Billie Jean King Martina Navrátilová | Helen Cawley JoAnne Russell            | 6-1, 7-5      | details       |               |
| 1978-10-02 | Thunderbird Classic      |               | 75.000        | hardcourt, buiten | Tracy Austin Betty Stöve             | Martina Navrátilová Anne Smith         | 6-4, 6-7, 6-2 | details       |               |
| 1979-10-08 | Thunderbird Classic      |               | 100.000       | hardcourt, buiten | Betty Stöve Wendy Turnbull           | Rosie Casals Chris Evert               | 6-4, 7-6      | details       |               |
| 1980-10-06 | Thunderbird Classic      |               | 100.000       | hardcourt, buiten | Pam Shriver Paula Smith              | Ann Kiyomura Candy Reynolds            | 6-0, 6-4      | details       |               |
| 1981–1985  | geen toernooi            | geen toernooi | geen toernooi | geen toernooi     | geen toernooi                        | geen toernooi                          | geen toernooi | geen toernooi | geen toernooi |
| 1986-03-24 | VS of Arizona            |               | 75.000        | hardcourt, buiten | Susan Mascarin Betsy Nagelsen        | Linda Gates Alycia Moulton             | 6-2, 6-2      | details       |               |
| 1987-03-09 | VS of Arizona            | Tier V        | 75.000        | hardcourt, buiten | Penny Barg Beth Herr                 | Mary-Lou Piatek Anne White             | 2-6, 6-2, 7-6 | details       |               |
| 1988-09-12 | VS of Arizona            | Tier V        | 100.000       | hardcourt, buiten | Elise Burgin Rosalyn Fairbank        | Beth Herr Terry Phelps                 | 6-7, 7-6, 7-6 | details       |               |
| 1989-09-11 | VS of Arizona            | Tier V        | 100.000       | hardcourt, buiten | Penny Barg Mareen Harper             | Elise Burgin Rosalyn Fairbank-Nideffer | 7-6, 7-6      | details       |               |
| 1990-10-15 | Arizona Classic          | Tier IV       | 150.000       | hardcourt, buiten | Elise Burgin Helen Kelesi            | Sandy Collins Ronni Reis               | 6-4, 6-2      | details       |               |
| 1991-10-28 | Arizona Classic          | Tier IV       | 150.000       | hardcourt, buiten | Mareen Harper Cammy MacGregor        | Sandy Collins Elna Reinach             | 7-5, 3-6, 6-3 | details       |               |
| 1992–1999  | geen toernooi            | geen toernooi | geen toernooi | geen toernooi     | geen toernooi                        | geen toernooi                          | geen toernooi | geen toernooi | geen toernooi |
| 2000-02-28 | State Farm Classic       | Tier II       | 535.000       | hardcourt, buiten | onbeslist                            | Cara Black Irina Seljoetina            | nvt           | details       |               |
| 2001-02-26 | State Farm Classic       | Tier II       | 565.000       | hardcourt, buiten | Lisa Raymond Rennae Stubbs           | Kim Clijsters Meghann Shaughnessy      | walk-over     | details       |               |
| 2002-02-25 | State Farm Classic       | Tier II       | 585.000       | hardcourt, buiten | Lisa Raymond Rennae Stubbs           | Cara Black Jelena Lichovtseva          | 6-3, 5-7, 7-6 | details       |               |
| 2003-02-24 | State Farm Classic       | Tier II       | 585.000       | hardcourt, buiten | Kim Clijsters Ai Sugiyama            | Lindsay Davenport Lisa Raymond         | 6-1, 6-4      | details       |               |